# Charles Knowlton
Pour les articles homonymes, voir Knowlton.
Charles Knowlton (né à Templeton (Massachusetts) le 10 mai 1800 et décédé le 20 février 1850) est un médecin et écrivain américain considéré comme un des pionniers de la libre pensée aux États-Unis.

## Biographie
Alors qu'il est étudiant en médecine au Dartmouth College, il est condamné à deux mois de prison pour violation de sépulture. Il avait déterré un corps afin de le disséquer.
Médecin en 1824, il se fait connaître en 1829 avec la publication d’Elements of Modern Materialism où il attaque l'influence chrétienne et se considère comme « un Infidèle ».
Il se rend définitivement célèbre avec la publication de Fruits of Philosophy; or, the Private Companion of Young Married People en 1832. L'ouvrage qui paraît d'abord de façon anonyme est un pamphlet à propos du contrôle des naissances, de son caractère justifié et, surtout, des méthodes pour y parvenir. Il est cependant identifié comme auteur et poursuivi par la justice. Il est condamné pour indécence en décembre 1832 à trois mois de travaux forcés par la juridiction de Taunton (Massachusetts). Dès sa libération, Knowlton rejoint la société des libres-penseurs dirigée par Abner Kneeland (la dernière personne à avoir été condamnée pour blasphème aux USA).
L'ouvrage connaît cependant huit republications puis un groupe de médecins de l'Harvard Medical School le republie par souscription en 1877. La même année, les libres-penseurs britanniques Charles Bradlaugh et Annie Besant republient à leur tour l'ouvrage et sont eux aussi condamnés pour indécence. Ce procès fait beaucoup pour le succès ultérieur de l'ouvrage.

## Publication
- Elements of Modern Materialism (Adams, Mass.: Oakey, 1829)